# 1911 (numero)
Millenovecentoundici (1911) è il numero naturale dopo il 1910 e prima del 1912.

## Proprietà matematiche
- È un numero dispari.
- È un numero composto da 12 divisori: 1, 3, 7, 13, 21, 39, 49, 91, 147, 273, 637, 1911. Poiché la somma dei suoi divisori (escluso il numero stesso) è 1281 < 1911, è un numero difettivo.
- È un numero ondulante nel sistema posizionale a base 4 (131313).
- È un numero palindromo nel sistema numerico binario e nel sistema numerico esadecimale. In quest'ultima base è altresì un numero a cifra ripetuta.
- È un numero nontotiente in quanto dispari e diverso da 1.
- È un numero congruente.
- È un numero odioso.
- È parte delle terne pitagoriche (440, 1911, 1961), (735, 1764, 1911), (952, 1911, 2135), (1260, 1911, 2289), (1820, 1911, 2639), (1911, 2548, 3185), (1911, 3348, 3855), (1911, 3920, 4361), (1911, 5152, 5495), (1911, 6552, 6825), (1911, 10720, 10889), (1911, 12348, 12495), (1911, 15548, 15665), (1911, 20020, 20111), (1911, 28952, 29015), (1911, 37240, 37289), (1911, 46800, 46839), (1911, 86940, 86961), (1911, 140452, 140465), (1911, 202880, 202889), (1911, 260848, 260855), (1911, 608652, 608655), (1911, 1825960, 1825961).

## Astronomia
- 1911 Schubart è un asteroide della fascia principale del sistema solare.

## Astronautica
- Cosmos 1911 è un satellite artificiale russo.